# Alue Geutah
Alue Geutah is een bestuurslaag in het regentschap Nagan Raya van de provincie Atjeh, Indonesië. Alue Geutah telt 621 inwoners (volkstelling 2010).